# Nebrioporus schoedli
Nebrioporus schoedli is een keversoort uit de familie waterroofkevers (Dytiscidae). De wetenschappelijke naam van de soort is voor het eerst geldig gepubliceerd in 1996 door Fery, Fresneda & Millán.